# Ansião (freguesia)
Ansião es una freguesia portuguesa del municipio de Ansião, distrito de Leiría.

## Historia
El 28 de enero de 2013 las freguesias de Lagarteira y Torre de Vale de Todos fueron suprimidas al pasar a formar parte de esta freguesia, en aplicación de una resolución de la Asamblea de la República de Portugal promulgada el 16 de enero de 2013.

## Demografía
| Gráfica de evolución demográfica de Ansião entre 2011 y 2021 |
|                                                              |
| Datos según el nomenclátor publicado por el INE portugués.   |